# Enginy de l'escala
L' esperit de l'escala (o esperit d'escala ) és una expressió francesa que significa que sovint pensem en el que podríem i hauríem d'haver dit amb més precisió, després d'haver deixat els nostres interlocutors (just quan ens trobem al peu de les escales de casa seva).
Designa una persona sense enginy, víctima o testimoni d'una picabaralla en societat, que no pot reaccionar immediatament i només trobaria les paraules per respondre un cop hagi arribat al fons de les escales de la casa, al punt que tracte d'eixir del lloc.

## Origen
L'expressió es testimonia per primera vegada l'any 1773 a la Paradoxa de l'humorista de Diderot. :
| « | Sedaine, immobile et froid, me regarde et me dit : « Ah ! Monsieur Diderot, que vous êtes beau ! » Voilà l’observateur et l’homme de génie. Ce fait, je le racontais un jour à table, chez un homme que ses talents supérieurs destinaient à occuper la place la plus importante de l’État, chez M. Necker ; il y avait un assez grand nombre de gens de lettres, entre lesquels Marmontel, que j’aime et à qui je suis cher. Celui-ci me dit ironiquement : « Vous verrez que lorsque Voltaire se désole au simple récit d’un trait pathétique et que Sedaine garde son sang-froid à la vue d’un ami qui fond en larmes, c’est Voltaire qui est l’homme ordinaire et Sedaine l’homme de génie ! » Cette apostrophe me déconcerte et me réduit au silence, parce que l’homme sensible, comme moi, tout entier à ce qu’on lui objecte, perd la tête et ne se retrouve qu’au bas de l’escalier. | » |

Jean-Jacques Rousseau, que es reconeix com a afligit fins al punt més alt per l'esperit de l'escala (sense utilitzar aquesta expressió, que només apareix més tard), amplia extensament, en les seves Confessions sobre tots els errors, les falte que va cometre en la societat, i que va contribuir molt a fer-ne el misantrop en què es va convertir. Va dir de si mateix que en faria una conversa molt agradable per correu". Tanmateix, no es tracta d'un "esperit d'escala" en el mateix sentit que Diderot, una paràlisi temporal de la ment que només recuperaria les seves capacitats immediatament després, un cop al peu de l'escala; sinó més aviat d'una incapacitat per pensar i expressar ràpidament, és a dir d'una vegada, i per tant, per la necessitat de dedicar hores o dies a pensar una pregunta o girar una frase.
Verlaine també diu que està angoixat per aquest problema : « L'altre dia, amb aquest esperit d'escala que em caracteritza, vaig reflexionar que vostè havia estat el menys explícit quant a les quantitats per les quals Chanzy es pot reconèixer en deute amb mi [3] . »
No cal dir que l'esperit de repartida pot vorejar el ridícul, els errors, la idiotesa, les bromes. : d'aquí la necessitat de retrocedir, una posició que caracteritza un intel·lectual com Diderot.

### Confusió freqüent
Aquesta expressió de vegades s'utilitza (o s'entén) incorrectament en el sentit: tenir una ment que fa associacions d'idees ràpidament[ref. necessària].

## Títols
L'esperit de l'escala és el títol que va donar l'artista François Morellet als seus vitralls dissenyats l'any 2010 de manera duradora a l'escala Lefuel del Museu del Louvre. L'esperit de l'escala també va ser el títol d'un programa de ràdio durant diversos anys a RCJ, conduït per Élisabeth Lévy i Alain Finkielkraut.